# Nieuwstraat 14 (Baarn)

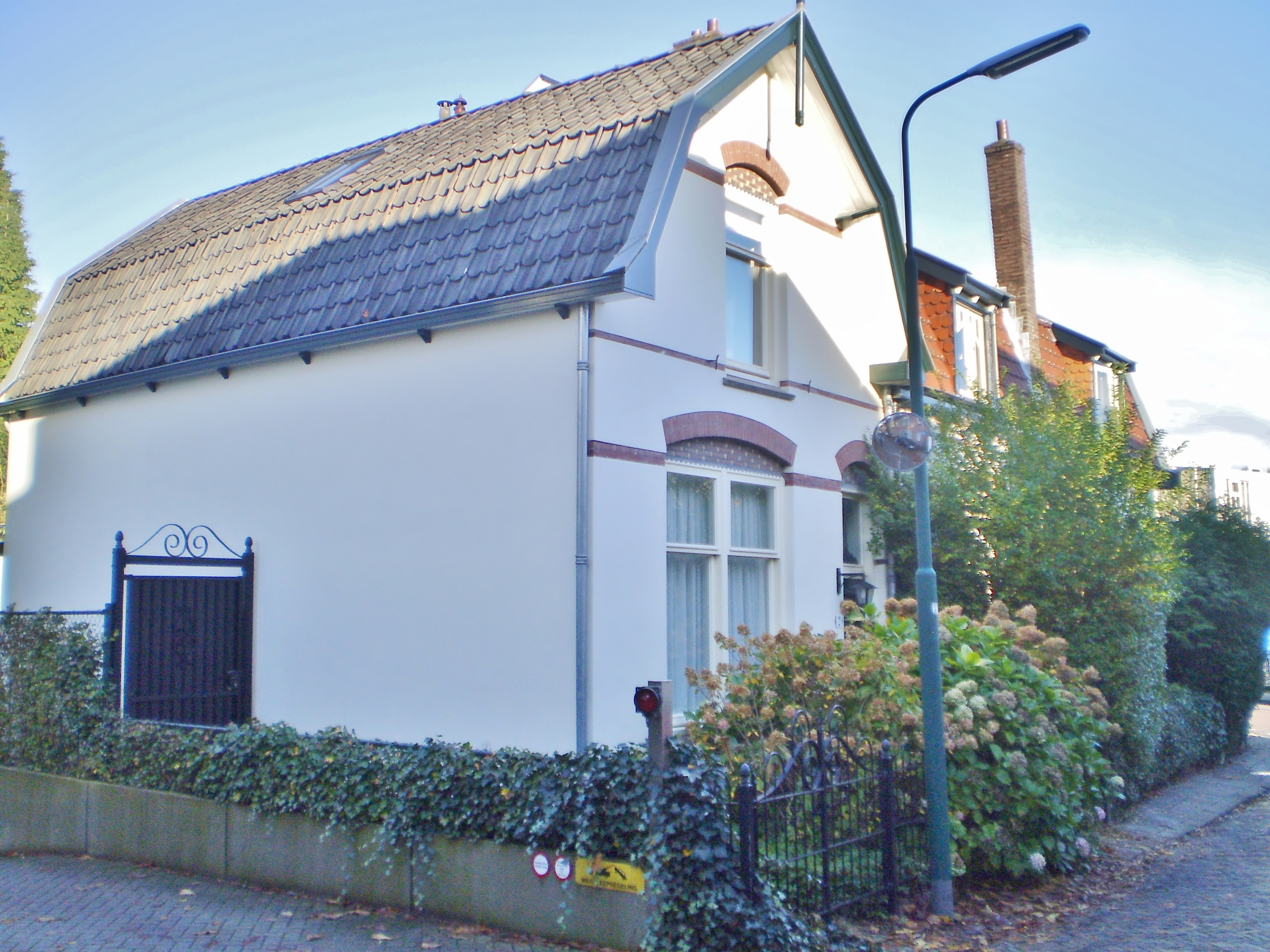
Turfstraat 2 vanuit de Turfstraat

De dubbele woning aan de Nieuwstraat 14/Turfstraat 2 is een gemeentelijk monument in Baarn in de provincie Utrecht.
Het half vrijstaande pand werd in 1862 gebouwd op Baarnse gemeentegrond. Na een verbouwing in 1877 werd in 1882 een deel aangebouwd. Mogelijk is het gebouw in 1900 gemoderniseerd. De wit gepleisterde muren zijn versierd met siermetselwerk op banden en bogen.
De woningen hebben twee haaks op elkaar staande mansardedaken.

## Nieuwstraat 14/Turfstraat 2
In de voorgevel van Nieuwstraat 14 zit een venster en een deur, de zijgevl heeft twee vensters. In de rechterzijgevel zit de ingang tussen de serre en een venster. De top van de rechtergevel is betimmerd met hout. 
Het linker huis Turfstraat 2 heeft een venster en een deur met glas-in-lood uitgevoerd in Jugendstil. De boogvelden zijn voorzien van siermetselwerk.